# 堤真由美
堤 真由美（つつみ まゆみ、1982年6月21日 - ）は、元フリーアナウンサー。

## 人物・来歴
- 岐阜県出身。南山大学卒業後の１年間、旅行会社に就職していた。
- 2006年4月から5年間、NHK和歌山放送局の契約キャスターとして活動。主に夕方の地域情報番組を担当[1]。
- 2011年4月から2016年3月まで、NHK BS1にて『NHK BSニュース』、『BS列島ニュース』キャスターを担当していた。2016年3月をもってアナウンサーを引退した。
- 趣味は全国各地の舞台鑑賞、テニス、岩盤浴。特技はドーナツ揚げ。

## 過去の担当番組
- わかやまNEWSウェーブ（総合テレビ）
- ぐるっと関西おひるまえ（総合テレビ）
- NHK BSニュース（BS1、2011年4月 - 2016年3月）
- BS列島ニュース（BS1、2011年5月 - 2016年3月29日）